# Suesca
Suesca – miasto w Kolumbii, w departamencie Cundinamarca.